# Automeris geayi
Automeris geayi är en fjärilsart som beskrevs av Eugène Louis Bouvier. Automeris geayi ingår i släktet Automeris och familjen påfågelsspinnare. Inga underarter finns listade i Catalogue of Life.